# Canton d'Auch-Nord-Est
Le canton d'Auch-Nord-Est est une ancienne division administrative française située dans le département du Gers et la région Midi-Pyrénées.

## Géographie
Ce canton était organisé autour d'Auch dans l'arrondissement d'Auch. Son altitude variait de 115 m (Auch) à 281 m (Auch) pour une altitude moyenne de 189 m.

## Composition
Le canton d'Auch-Nord-Est regroupait neuf communes et comptait 7 496 habitants (population municipale) au 1er janvier 2012.
| Communes     | Population (2012) | Code postal | Code Insee |
| ------------ | ----------------- | ----------- | ---------- |
| Auch         | 21 838 (1)        | 32000       | 32013      |
| Augnax       | 56                | 32120       | 32014      |
| Crastes      | 205               | 32270       | 32112      |
| Lahitte      | 185               | 32810       | 32183      |
| Leboulin     | 285               | 32810       | 32207      |
| Montégut     | 397               | 32550       | 32282      |
| Nougaroulet  | 290               | 32270       | 32298      |
| Puycasquier  | 424               | 32120       | 32335      |
| Tourrenquets | 117               | 32390       | 32453      |

(1) fraction de commune, Auch quartiers nord-est.

## Histoire
Canton créé par le décret du 2 août 1973, en divisant le canton d'Auch-Nord, qui disparaît.

## Représentation

### Conseillers généraux du canton d'Auch-Nord (1833 à 1973)
| Période | Période          | Identité                                   | Étiquette              | Qualité |
| ------- | ---------------- | ------------------------------------------ | ---------------------- | --- |
| 1833    | 1848             | Jean Pierre Barada                         | Majorité ministérielle | Avocat, conseiller municipal d'Auch Député (1831-1848) |
| 1848    | 1852             | Amédée Dieuzeide (1813-1875)               |                        | Avocat, conseiller municipal d'Auch |
| 1852    | 1875 (décès)     | Jules Guillaume Antoine Bories (1815-1875) | Bonapartiste           | Avocat, journaliste à Auch Rédacteur en chef de L'Opinion puis du Courrier du Gers |
| 1875    | 1884 (démission) | Bernard Compans                            | Républicain            | Avocat à Auch Nommé Président du Tribunal civil d'Auch en 1884 |
| 1884    | 1889             | Louis Aucoin                               |                        | Avocat - Maire d'Auch (1890-1900) Sénateur (1897-1906) |
| 1889    | 1895             | Baron Alphonse Dutert                      | Bonapartiste           | Propriétaire du château de Mons Maire de Crastes |
| 1895    | 1913             | Edouard Dupouy (1851-1925)                 | Rad                    | Médecin de la Marine, propriétaire à Crastes |
| 1913    | 1919             | Pierre Destieux                            | Rad                    | Avocat à Mont-de-Marsan puis bâtonnier de l'Ordre des avocats, Auch, conseiller d'arrondissement |
| 1919    | 1940             | Abel Gardey                                | Rad                    | Avocat Député (1914-1919) - Sénateur (1924-1941) Ministre (1932-1933) Président du Conseil général (1920-1940) Ancien conseiller général du Canton d'Aignan Nommé membre de la Commission administrative départementale en 1941 |
|         |                  |                                            |                        | |
| 1943    | 1945             | Joseph Dassy                               |                        | Docteur en pharmacie, Président de la Chambre de commerce Maire d'Auch (1941-1944) Nommé conseiller départemental en 1943 |
|         |                  |                                            |                        | |
| 1945    | 1949             | Georges Daubèze (1892-1972)                | MURF-SFIO              | Vétérinaire, premier adjoint au maire d'Auch (1945-1947), puis conseiller municipal jusqu'en 1959 |
| 1949    | 1973             | Robert Dauzère                             | Rad puis DVD           | Propriétaire-exploitant Président du Conseil général (1970-1976) Maire de Roquelaure Suppléant du député Patrice Brocas (1958-1962) Elu en 1973 dans le Canton d'Auch-Nord-Ouest                                                |

### Conseillers d'arrondissement du canton d'Auch-Nord (de 1833 à 1940)
Le canton d'Auch-Nord avait deux conseillers d'arrondissement.
| Période                                  | Période          | Identité              | Étiquette        | Qualité |
| ---------------------------------------- | ---------------- | --------------------- | ---------------- | --- |
| 1833                                     | 1842             | M. Dansos             |                  | Notaire, maire de Crastes                                                                                   |
| 1833                                     | 1836             | M. Pellefigue         |                  | Courtier de commerce, conseiller municipal d'Auch                                                           |
|                                          |                  |                       |                  | |
| 1880                                     | 1884 (démission) | M. Bétour             | Républicain      | |
| 1880                                     |                  | M. Carrère            | Républicain      | |
| 1884                                     |                  | Vincent-Arsène Monédé | Radical          | Propriétaire agriculteur, ancien maire de Roquelaure                                                        |
| 1898                                     | 1910             | Adolphe Arqué         | Radical          | Éleveur, maire de Preignan                                                                                  |
| 1910                                     | 1913             | Pierre Destieux       | Rad              | Avocat, Auch                                                                                                |
| 1910                                     |                  | Jules Belin           | Rad              | Adjoint au maire de Crastes                                                                                 |
|                                          |                  |                       |                  | |
| février 1923                             |                  | M. Degers             | Bloc des Gauches | |
|                                          |                  |                       |                  | |
|                                          | 1934             | Gabriel de Cardes     | Rad              | |
|                                          | 1940             | M. Lacoste            | Rad              | |
| 1934                                     | 1940             | Fernand Mauroux       | PDP              | Négociant en bois, charbons, métaux à Auch Révoqué par le Gouvernement de Vichy                             |
| 1940                                     |                  |                       |                  | Les conseils d'arrondissement ont été suspendus par la loi du 12 octobre 1940 et n'ont jamais été réactivés |
| Les données manquantes sont à compléter. |                  |                       |                  | |

### Conseillers généraux du canton d'Auch-Nord-Est (1973 à 2015)
| Période | Période          | Identité        | Étiquette | Qualité                                               |
| ------- | ---------------- | --------------- | --------- | ----------------------------------------------------- |
| 1973    | 1988 (démission) | Jean Laborde    | PS        | Médecin - député (1973-1993) Maire d'Auch (1977-1995) |
| 1988    | 1992             | Alain Sorbadère | PS        | Inspecteur d'assurances Maire de Lahitte (1977-2014)  |
| 1992    | 1998             | Alain Duffourg  | UDF       | Avocat Maire de Tourrenquets                          |
| 1998    | 2015             | Alain Sorbadère | PS        | Maire de Lahitte Vice-Président du Conseil Général    |

## Démographie
| 1975 | 1982 | 1990  | 1999  | 2006  | 2011  | 2012  |
| ---- | ---- | ----- | ----- | ----- | ----- | ----- |
| -    | -    | 6 452 | 6 480 | 6 731 | 7 425 | 7 496 |